# Giải BAFTA lần thứ 59
Giải BAFTA lần thứ 58 được trao bởi Viện Hàn lâm Nghệ thuật Điện ảnh và Truyền hình Anh Quốc năm 2006 để tôn vinh những bộ phim xuất sắc nhất năm 2005.
Chuyện tình sau núi đoạt giải Phim hay nhất, Đạo diễn (Lý An), Nam diễn viên phụ và Kịch bản chuyển thể xuất sắc nhất. Philip Seymour Hoffman và Reese Witherspoon lần lượt đoạt giải Nam và Nữ diễn viên chính xuất sắc nhất với các phim Capote và Walk the Line. The Constant Gardener có tới 10 đề cử nhưng chỉ đoạt một giải duy nhất cho Dựng phim xuất sắc nhất. Wallace & Gromit: The Curse of the Were-Rabbit do Nick Park và Steve Box làm đạo diễn được chọn là phim Anh hay nhất năm 2005.

## Chiến thắng và đề cử

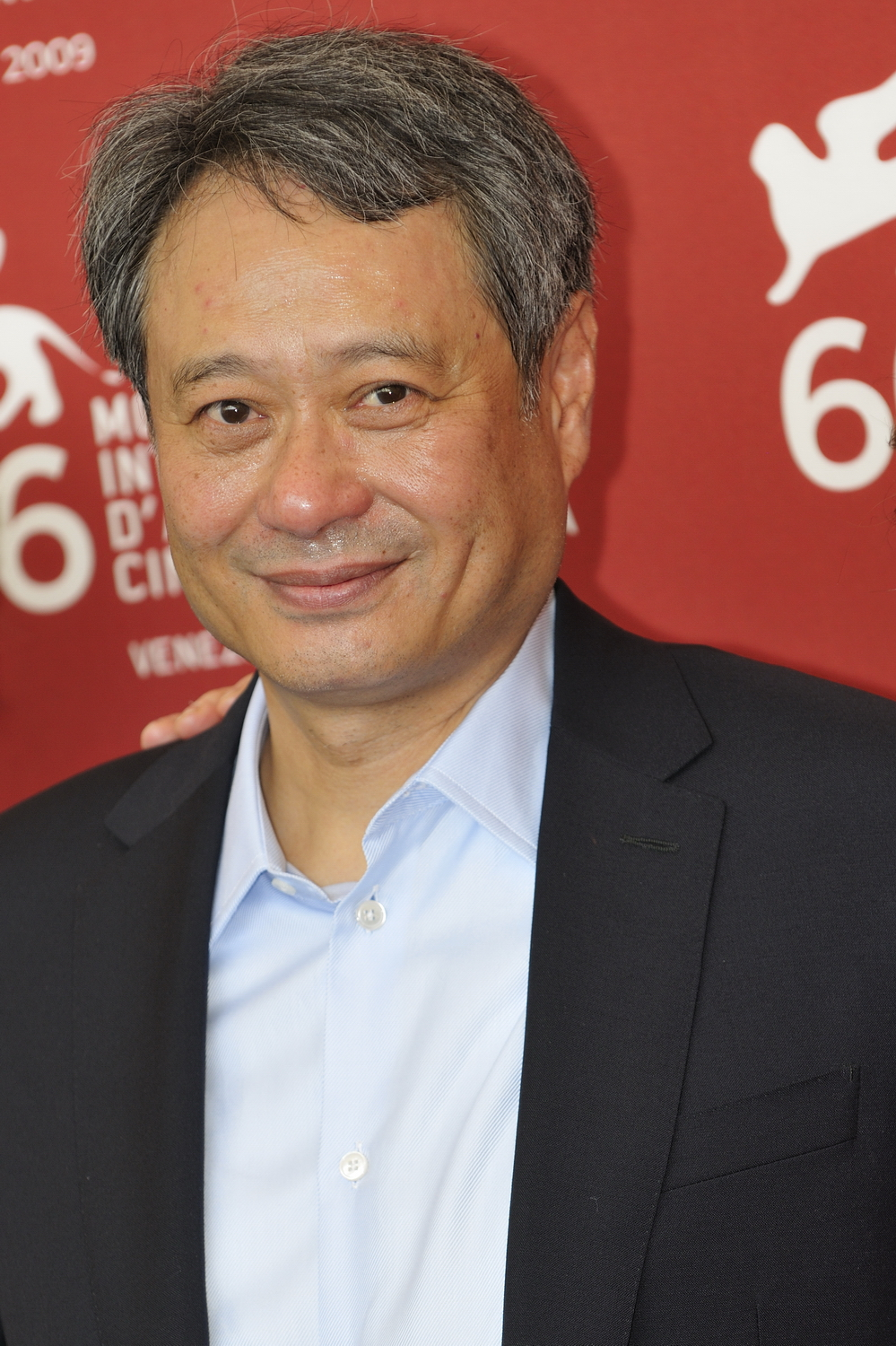
Lý An, Đạo diễn xuất sắc nhất

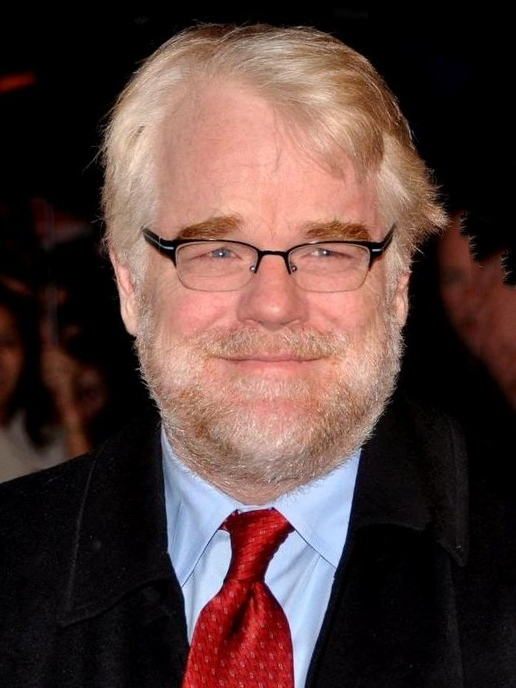
Philip Seymour Hoffman, Nam diễn viên chính xuất sắc nhất

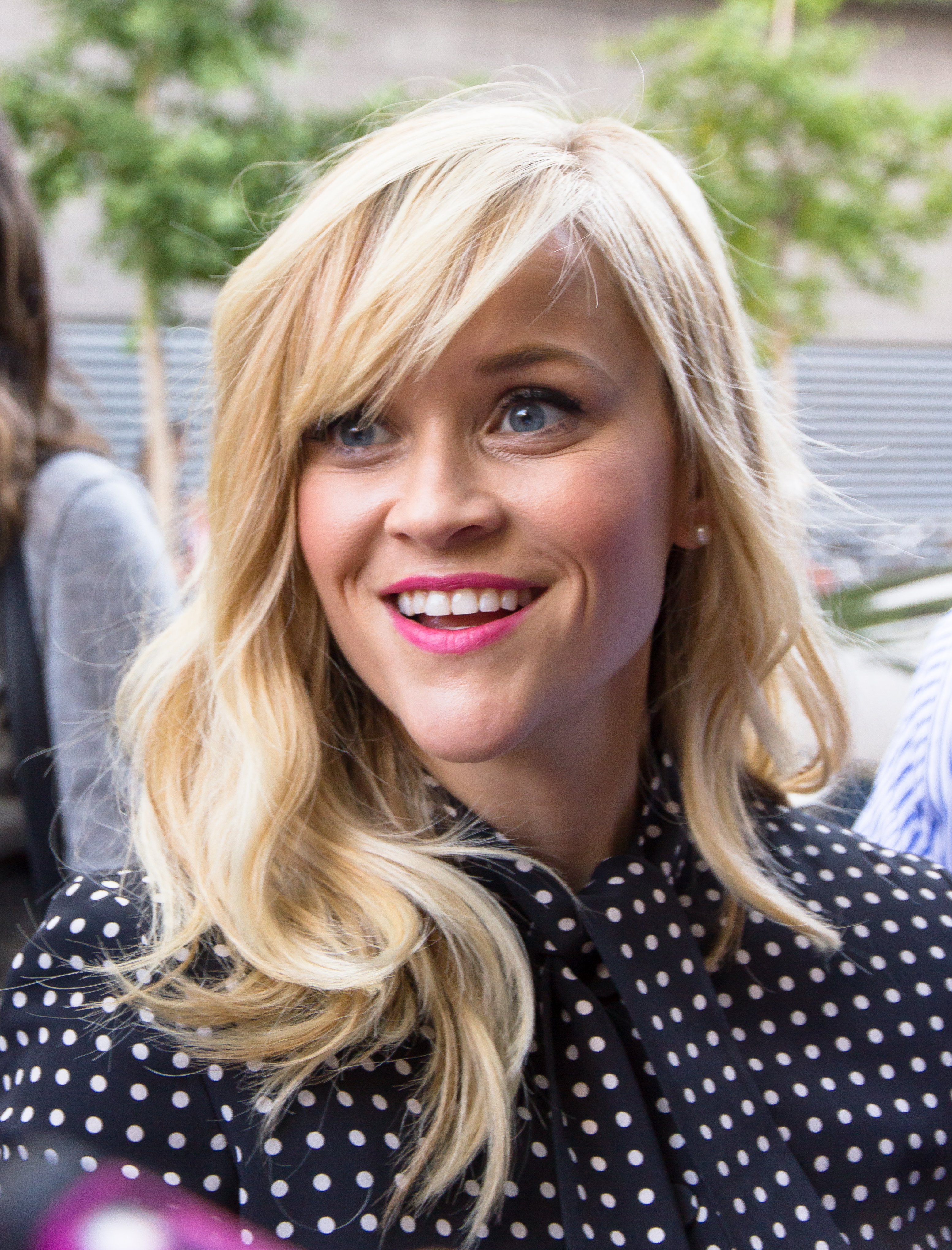
Reese Witherspoon, Nữ diễn viên chính xuất sắc nhất

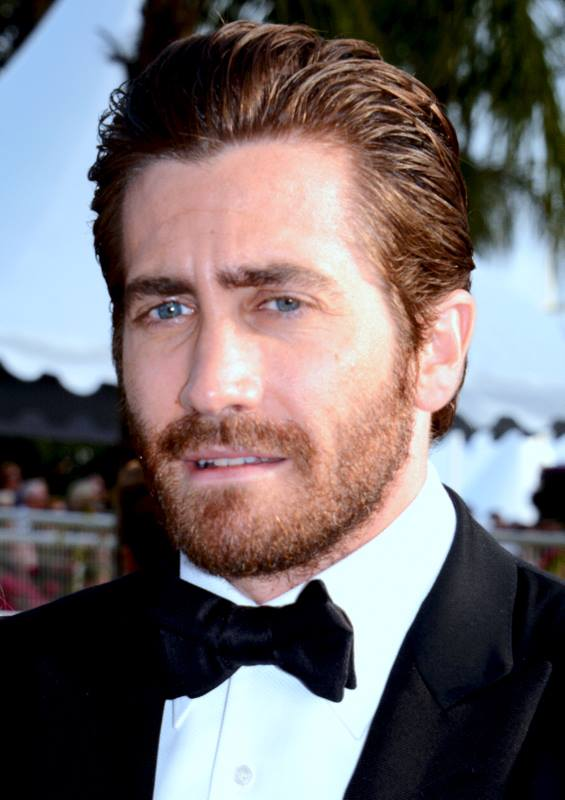
Jake Gyllenhaal, Nam diễn viên phụ xuất sắc nhất

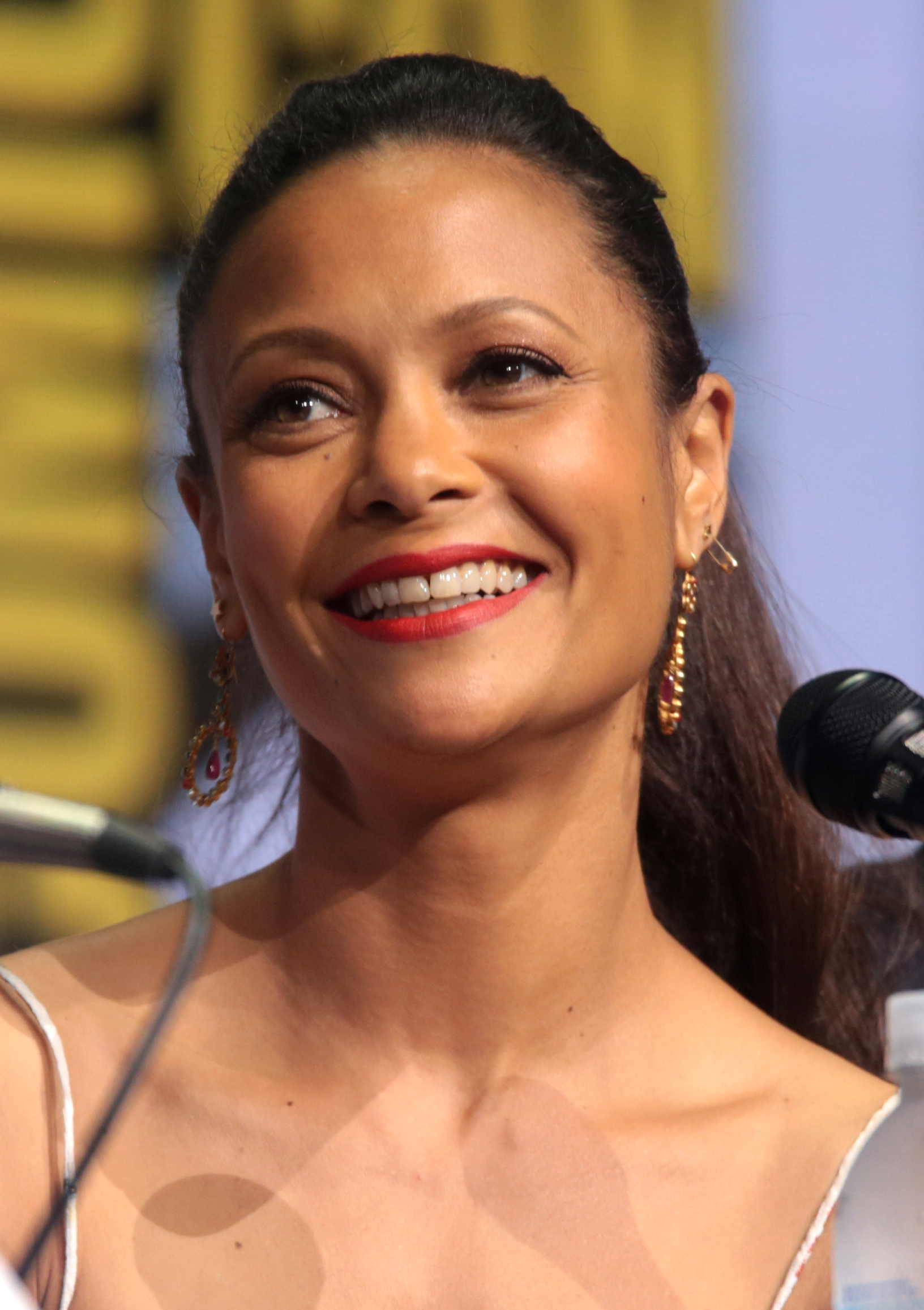
Thandie Newton, Nữ diễn viên phụ xuất sắc nhất

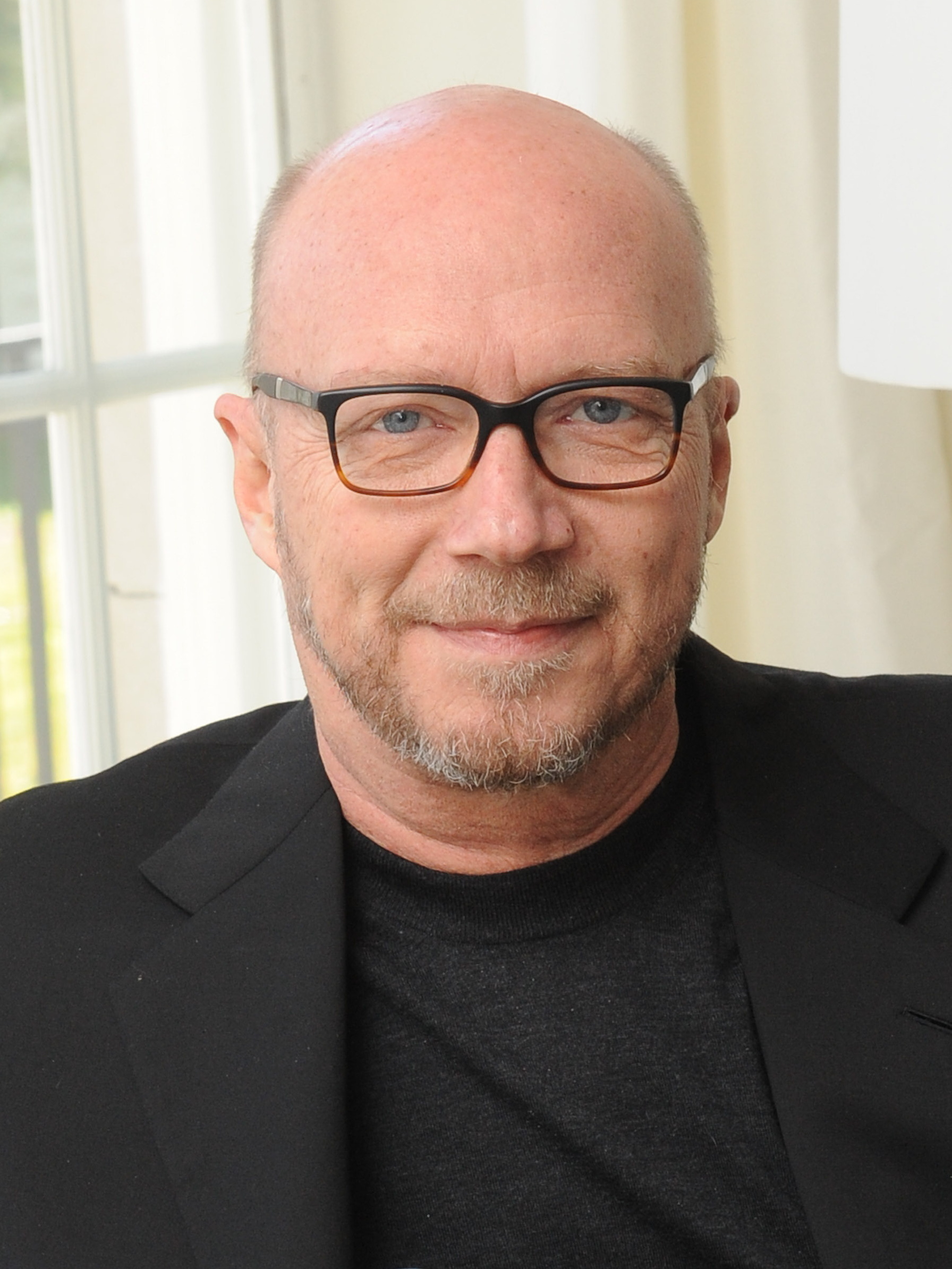
Paul Haggis, đồng Kịch bản gốc xuất sắc nhất

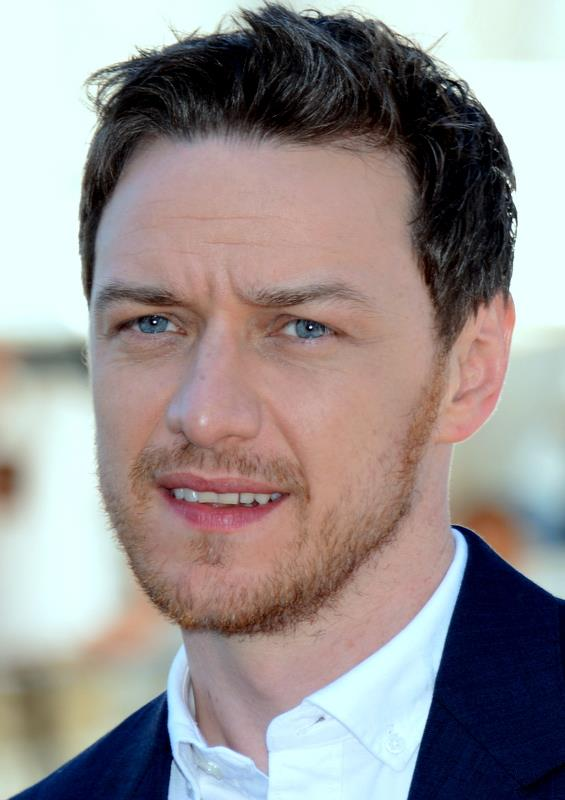
James McAvoy, Giải Orange Rising Star

| Phim hay nhất Chuyện tình sau núi – Diana Ossana và James Schamus - Capote – Caroline Baron, William Vince và Michael Ohoven - The Constant Gardener – Simon Channing Williams - Crash – Cathy Schulman, Don Cheadle và Bob Yari - Good Night, and Good Luck – Grant Heslov | Đạo diễn xuất sắc nhất Lý An – Chuyện tình sau núi - Bennett Miller – Capote - Fernando Meirelles – The Constant Gardener - George Clooney – Good Night, and Good Luck - Paul Haggis – Crash |
| Nam diễn viên chính xuất sắc nhất Philip Seymour Hoffman – Capote vai Truman Capote - David Strathairn – Good Night, and Good Luck vai Edward R. Murrow - Heath Ledger – Chuyện tình sau núi vai Ennis Del Mar - Joaquin Phoenix – Walk the Line vai Johnny Cash - Ralph Fiennes – The Constant Gardener vai Justin Quayle | Nữ diễn viên chính xuất sắc nhất Reese Witherspoon – Walk the Line vai June Carter Cash - Charlize Theron – North Country vai Josephine Aimes - Judi Dench – Mrs Henderson Presents vai Laura Henderson - Rachel Weisz – The Constant Gardener vai Tessa Abbott-Quayle - Chương Tử Di – Hồi ức của một geisha vai Chiyo Sakamoto / Sayuri Nitta |
| Nam diễn viên phụ xuất sắc nhất Jake Gyllenhaal – Chuyện tình sau núi vai Jack Twist - Don Cheadle – Crash vai Detective Graham Waters - George Clooney – Good Night, and Good Luck vai Fred W. Friendly - George Clooney – Syriana vai Bob Barnes - Matt Dillon – Crash vai Sergeant John Ryan | Nữ diễn viên phụ xuất sắc nhất Thandie Newton – Crash vai Christine Thayer - Brenda Blethyn – Kiêu hãnh và định kiến vai Mrs. Bennet - Catherine Keener – Capote vai Harper Lee - Frances McDormand – North Country vai Glory - Michelle Williams – Chuyện tình sau núi vai Alma Beers Del Mar |
| Kịch bản gốc xuất sắc nhất Crash – Paul Haggis và Robert Moresco - Cinderella Man – Cliff Hollingsworth và Akiva Goldsman - Good Night, and Good Luck – George Clooney và Grant Heslov - Hotel Rwanda – Keir Pearson và Terry George - Mrs Henderson Presents – Martin Sherman | Kịch bản chuyển thể xuất sắc nhất Chuyện tình sau núi – Larry McMurtry và Diana Ossana - Capote – Dan Futterman - The Constant Gardener – Jeffrey Caine - A History of Violence – Josh Olson - Kiêu hãnh và định kiến – Deborah Moggach |
| Quay phim xuất sắc nhất Hồi ức của một geisha – Dion Beebe - Chuyện tình sau núi – Rodrigo Prieto - The Constant Gardener – César Charlone - Crash – J. Michael Muro - March of the Penguins – Laurent Chalet và Jerome Maison | Thiết kế phục trang xuất sắc nhất Hồi ức của một geisha – Colleen Atwood - Charlie và nhà máy sôcôla – Gabriella Pescucci - Biên niên sử Narnia: Sư tử, Phù thủy và cái Tủ áo – Isis Mussenden - Mrs Henderson Presents – Sandy Powell - Kiêu hãnh và định kiến – Jacqueline Durran |
| Dựng phim xuất sắc nhất The Constant Gardener – Claire Simpson - Chuyện tình sau núi – Geraldine Peroni và Dylan Tichenor - Crash – Hughes Winborne - Good Night, and Good Luck – Stephen Mirrione - March of the Penguins – Sabine Emiliani | Hóa trang và làm tóc xuất sắc nhất Biên niên sử Narnia: Sư tử, Phù thủy và cái Tủ áo – Howard Berger, Greg Nicotero và Nikki Gooley - Charlie và nhà máy sôcôla – Peter Owen và Ivana Primorac - Harry Potter và Chiếc cốc lửa – Nick Dudman, Amanda Knight và Eithne Fennell - Hồi ức của một geisha – Noriko Watanabe, Kate Biscoe, Lyndell Quiyou và Kelvin R. Traham - Kiêu hãnh và định kiến – Fae Hammand                                                                                |
| Nhạc phim hay xuất sắc nhất Hồi ức của một geisha – John Williams - Chuyện tình sau núi – Gustavo Santaolalla - The Constant Gardener – Alberto Iglesias - Mrs Henderson Presents – George Fenton - Walk the Line – T Bone Burnett | Thiết kế sản xuất xuất sắc nhất Harry Potter và Chiếc cốc lửa – Stuart Craig - Batman Begins – Nathan Crowley - Charlie và nhà máy sôcôla – Alex McDowell - King Kong – Grant Major - Hồi ức của một geisha – John Myhre |
| Âm thanh xuất sắc nhất Walk the Line – Paul Massey, Doug Hemphill, Peter Kurland và Donald Sylvester - Batman Begins – David Evans, Stefan Henrix và Peter Lindsay - The Constant Gardener – Joakim Sundström, Stuart Wilson, Mike Prestwood Smith và Sven Taits - Crash – Richard Van Dyke, Sandy Gendler, Adam Jenkins và Marc Fishman - King Kong – Hammond Peek, Christopher Boyes, Mike Hopkins và Ethan Van der Ryn                                                      | Hiệu ứng hình ảnh đặc biệt xuất sắc nhất King Kong – Joe Letteri, Christian Rivers, Brian Van't Hul và Richard Taylor - Batman Begins – Janek Sirrs, Dan Glass, Chris Corbould và Paul Franklin - Charlie và nhà máy sôcôla – Nick Davis, Jon Thum, Chas Jarrett và Joss Williams - Biên niên sử Narnia: Sư tử, Phù thủy và cái Tủ áo – Dean Wright, Bill Westenhofer, Jim Berney và Scott Farrar - Harry Potter và Chiếc cốc lửa – Jim Mitchell, John Richardson, Tim Webber và Tim Alexander |
| Phim Anh hay nhất Wallace & Gromit: The Curse of the Were-Rabbit – Claire Jennings, David Sproxton, Nick Park, Steve Box, Mark Burton và Bob Baker - A Cock and Bull Story – Andrew Eaton, Michael Winterbottom và Frank Cottrell-Boyce - The Constant Gardener – Simon Channing Williams, Fernando Meirelles và Jeffrey Caine - Festival – Christopher Young và Annie Griffin - Kiêu hãnh và định kiến – Tim Bevan, Eric Fellner, Paul Webster, Joe Wright và Deborah Moggach | Đạo diễn, Biên kịch, Nhà sản xuất đầu tay người Anh nổi bật Kiêu hãnh và định kiến – Joe Wright (Đạo diễn) - Everything – Richard Hawkins (Đạo diễn) - Festival – Annie Griffin (Biên kịch/Đạo diễn) - Shooting Dogs – David Belton (Sản xuất) - Tsotsi – Peter Fudakowski (Sản xuất) |
| Phim hoạt hình hay nhất Fallen Art – Jarek Sawko, Piotr Sikora và Tomasz Bagiński - Film Noir – Osbert Parker - Kamiya's Correspondence – Sumito Sakakibara - The Mysterious Geographic Explorations of Jasper Morello – Anthony Lucas, Julia Lucas và Mark Shirrefs - Rabbit – Run Wrake | Phim ngắn hay nhất Antonio's Breakfast – Howard Stogdon, Amber Templemore-Finlayson và Daniel Mulloy - Call Register – Kit Hawkins, Adam Tudhope và Ed Roe - Heavy Metal Drummer – Amanda Boyle and Luke Morris Toby MacDonald - Heydar, an Afghan in Tehran – Homayoun Assadian và Babak Jalali - Lucky – Bex Hopkins và Avie Luthra |
| Phim không nói tiếng Anh hay nhất The Beat That My Heart Skipped – Pascal Caucheteux và Jacques Audiard - Joyeux Noël – Christophe Rossignan và Christian Carion - Tuyệt đỉnh Kungfu – Châu Tinh Trì, Chui Po Chu và Jeffrey Lau - Le Grand Voyage – Humbert Balsan và Ismaël Ferroukhi - Tsotsi – Peter Fudakowski và Gavin Hood | Giải Ngôi sao triển vọng James McAvoy - Chiwetel Ejiofor - Gael García Bernal - Michelle Williams - Rachel McAdams |

## Thống kê
| Số lượng | Phim                                              |
| -------- | ------------------------------------------------- |
| 10       | The Constant Gardener                             |
| 9        | Chuyện tình sau núi                               |
| 9        | Crash                                             |
| 6        | Good Night, and Good Luck                         |
| 6        | Hồi ức của một geisha                             |
| 6        | Kiêu hãnh và định kiến                            |
| 5        | Capote                                            |
| 4        | Charlie và nhà máy sôcôla                         |
| 4        | Mrs Henderson Presents                            |
| 4        | Walk the Line                                     |
| 3        | Batman Begins                                     |
| 3        | Biên niên sử Narnia: Sư tử, Phù thủy và cái Tủ áo |
| 3        | Harry Potter và Chiếc cốc lửa                     |
| 3        | King Kong                                         |
| 2        | Festival                                          |
| 2        | March of the Penguins                             |
| 2        | North Country                                     |
| 2        | Tsotsi                                            |

| Số lượng | Phim                  |
| -------- | --------------------- |
| 4        | Chuyện tình sau núi   |
| 3        | Hồi ức của một geisha |
| 2        | Crash                 |
| 2        | Walk the Line         |